# Янг, Трамми
Тра́мми Янг (наст. имя — Джеймс О́сборн, англ. James Osborne “Trummy” Young; 12 января 1912, Саванна — 10 сентября 1984, Сан-Хосе) — американский джазовый тромбонист.
Трамми Янг провёл детство в Саванне. В 1926—1930 годы учился в католической школе в Рок Касле, Вирджиния, тогда и загорелся идеей стать профессиональным музыкантом. Он сам научился играть на трубе, тромбоне и ударных и начал выступать в составе местных биг-бэндов. В 1930 году Янг переехал в Вашингтон, где дебютировал как тромбонист у Букера Коулмана в Hot Chocolates Orchestra, который и дал ему прозвище "Трамми". С 1933 по 1936 годы Янг был участником оркестра Эрла Хайнса, затем в качестве солиста и вокалиста биг-бэнда Джимми Лансфорда (1936—1943), где и получил известность в профессиональных кругах. Для группы им были написана «Life Is Time». Является автором (или со-автором) хитов того времени «T'ain't What You Do (It's The Way That Cha Do it)» и «What Cha Know, Joe?». В 1943—1944 годах участвовал в оркестрах Бойда Рэйбёрна и Чарли Барнета, работал в труппе Нормана Грэнца Jazz at the Philharmonic. Он сочинил песню «Travelin’ Light» для Билли Холидей и выступал совместно с ней, а также с Бенни Гудменом. Янг работал над пластинками Тэдди Уилсона, Кози Коула, Сары Вон, Тони Скотта, Оскара Петтифорда и другими.
В 1947—1952 годах Трамми Янг проживал на Гавайских островах, где играл в клубах и гостиницах Гонолулу. В 1952 году он был приглашён Луи Армстронгом в ансамбль All Stars, в состав которого Янг входил в течение 12 лет, после чего возвратился на Гавайи и лишь изредка появлялся на американских и европейских фестивалях.
В 1941 году, с оркестром Джимми Лансфорда, Трамми Янг появляется в фильме «Блюз в ночи». В 1953 году он сыграл в фильме «История Гленна Миллера», а 1958 году — в «Джазе в летний день». Также участвовал в таких фильмах, как «Пять пенни» и «Высшее общество».
С 1947 года был женат на Салли Токашики
С 1964 года являлся Свидетелем Иеговы.